# Joan Santanach i Suñol
Joan Santanach i Suñol (Barcelona, 1973) és filòleg, editor i professor de la Universitat de Barcelona. Des de setembre de 2024 és secretari general de la Conselleria de Política lingüística de la Generalitat de Catalunya.
Ha estat secretari acadèmic del Departament de Filologia Catalana de la UB, comissari de l'Any Llull 2016. Va ser també coordinador de l'editorial Barcino fins a desembre de 2020.

## Trajectòria
En l'àmbit de la gestió cultural i la valorització del patrimoni literari, ha treballat en la promoció dels clàssics catalans, mitjançant la plataforma Amics d'Els Clàssics (Editorial Barcino – Fundació Carulla), i amb múltiples xerrades i lectures. Ha participat en la gestació de la col·lecció Tast de Clàssics per a textos antics modernitzats, en la de la Biblioteca Barcino per a textos regularitzats i anotats, i en diverses sèries de traduccions de textos catalans medievals i renaixentistes al castellà, l'anglès, l'alemany, l'italià i el grec.
Ha participat igualment en l'organització d'exposicions vinculades al món cultural català (Clàssics i més. L'Editorial Barcino i Josep M. de Casacuberta i, Obrint portes: la llengua catalana a la Universitat de Barcelona), i en l'organització de jornades i seminaris. Ha escrit nombrosos textos divulgatius sobre temes culturals, preferentment sobre qüestions de llengua i literatura, a la premsa periòdica (El Punt Avui, el setmanari Presència, Ara) i a la revista digital Sonograma.
Com a investigador, s'ha dedicat a l'estudi de la cultura i la literatura medievals, amb una atenció especial a la figura de Ramon Llull i la transmissió de la seva obra, temes als quals ha dedicat nombrosos estudis; ha preparat les edicions crítiques de la Doctrina pueril i, amb Albert Soler, del Romanç d'Evast e Blaquerna, totes dues a la NEORL. Amb Lola Badia i Albert Soler ha publicat a Tamesis Books el llibre Ramon Llull (1232-1316) as a Vernacular Writer Communicating a New Kind of Knowledge (2016).
Santanach també s'ha interessat per l'estudi dels llibres de cuina medievals, àmbit en el qual ha fet diverses aportacions, incloses edicions del Llibre de Sent Soví, del Llibre de totes maneres de confits i del Llibre d'aparellar de menjar. També ha escrit Bèsties, una obra de teatre publicada el 2017 en què reescrivia el Llibre de les bèsties de Llull; i és autor de la novel·la històrica Els vius. Té en preparació l'edició dels fragments conservats de la traducció catalana medieval del Tristany en prosa. Ha publicat alguns estudis sobre la literatura del segle xix i l'obra de Jacint Verdaguer, com Per abastar una estrella. Verdaguer i el «Cant de Gentil» (Fragmenta 2024), i ha participat en l'edició de l'Epistolari català de Joan Miró.
Entre 2021 i 2024 treballà com a delegat del rector de la Universitat de Barcelona per a Política Lingüística i Publicacions. El setembre de 2024 fou nomenat secretari general de la Conselleria de Política lingüística de la generalitat de Catalunya.